# ابن البواب

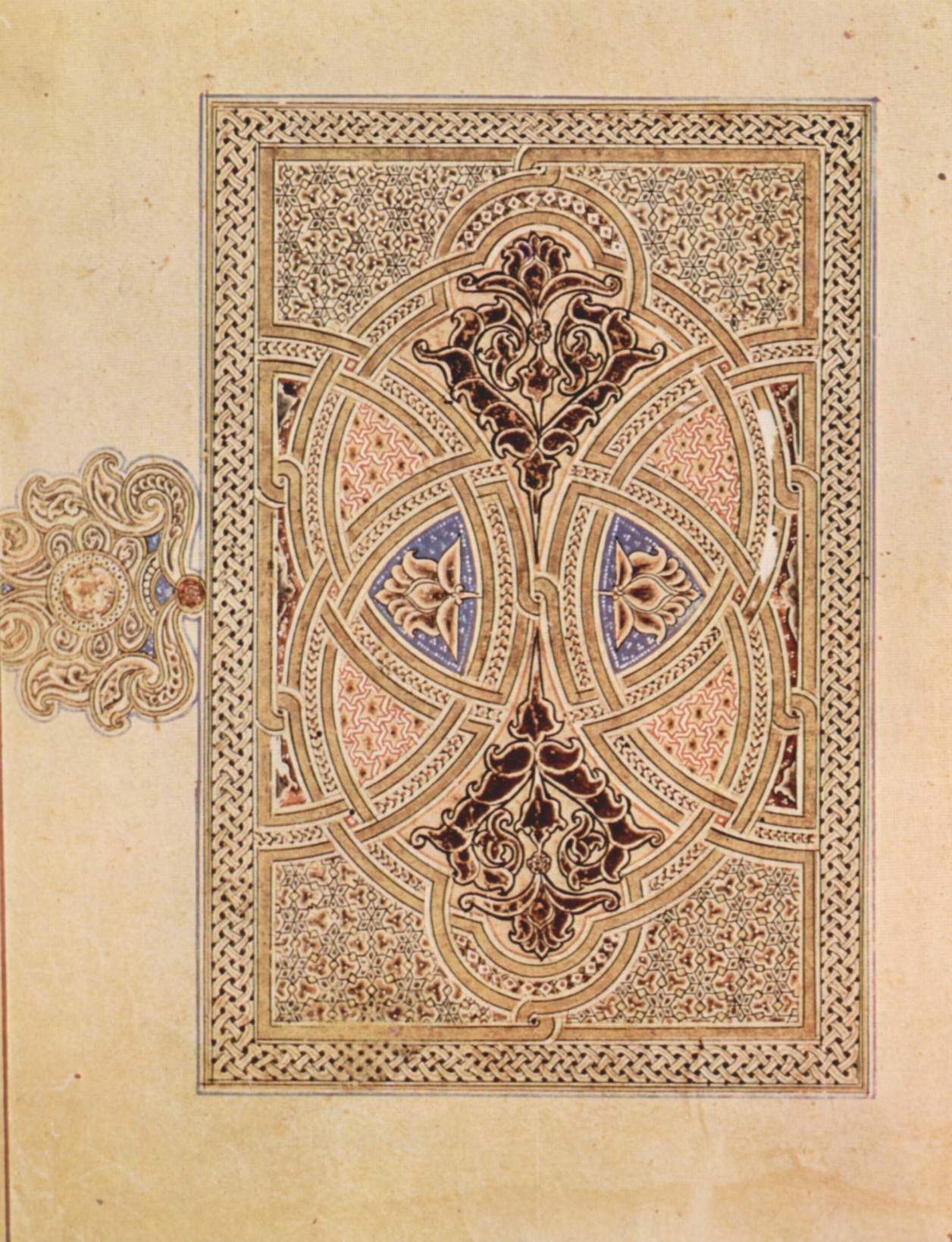
صدر كتاب خَطَّهُ ابن البواب

أبو الحسن علي بن هلال بن عبد العزيز، المعروف بـابن البواب (توفي 2 جمادى الأولى 413هـ/3 أغسطس 1022 م) من أبرز خطاطي العربية. ولد في بغداد؛ وسمي ابن البواب لأن أباه كان يعمل بوابا، ولا يعرف على وجه اليقين تاريخ مولده، وإن كان يرجح أنه ولد في حدود سنة 350 هـ الموافق 961 م. وبالإضافة لكونه خطاطاً فهو أيضاً كان يمارس الزخرفة والتزويق.
تتلمذ على يد عثمان بن جني اللغوي الشهير وتعلم فن الخط العربي على يد ابن أسد الخطاط المعروف. كان كاتبا ماهرا إلى جانب كونه خطاطا بارعا. له رسالة بارعة أنشأها في فن الكتابة، ذكرها ياقوت الحموي في معجم الأدباء، وأثنى ابن الفوطي على أدبه، فقال: «ورزق مع ملاحة الكتاب محاسن الآداب، من الفضل الظاهر والنظم الباهر» .
تذكر المصادر أن ابن البواب حسن طريقة ابن مقلة الخطاط العظيم وزادها جمالا وبهجة. ويرى القزويني في آثار البلاد: «أن ابن البواب نقل طريقة ابن مقلة إلى طريقته التي عجز عنها جميع الكتاب من حسنها وحلاوتها وقوتها وصفائها، فإنه لو كتب حرفا واحدا مئة مرة لا يخالف شيء منها شيئا؛ لأنها قلبت في قالب واحد».
ويقول عنه الذهبي: «إنه ملك الكتابة». ولقبه المؤرخ ابن الفوطي بأنه «قلم الله في أرضه»، وذكره ابو العلاء المعري، فقال يمدح جمال خطه:
ولاح هلالٌ مثل نونٍ أجادها.....بجاري النَّضار الكاتب ابن هلالِ

## آثاره
ترك ابن البواب منظومة في فن الخط وآثارًا فنية خطها للمصحف الشريف وبعض الكتب. أما المنظومة فهي: رائية ابن البواب في الخط والقلم، وهي في أدوات الكتابة، وقد نشرها نفر من الباحثين مثل: محمد بهجة الأثري، ولها شرح بقلم ابن الوحيد شرف الدين محمد بن شريف الزرعي، المتوفى في القاهرة سنة (711هـ الموافق 1311م بعنوان «شرح ابن الوحيد على رائية ابن البواب»، ونشر هذا الشرح في تونس سنة 1387هـ الموافق 1967م.
ومن آثاره الباقية مصحف قرآني كتبه في بغداد سنة 391هـ الموافق 1000م، وهو محفوظ في مكتبة جستر بيتي في دبلن بأيرلندا. وخط رسالة أبي عثمان بن بحر الجاحظ في مدح الكتب والحث على جمعها، وهي محفوظة في خزانة متحف الآثار التركية الإسلامية بالآستانة، وهي مختومة بقوله: «كتبه علي بن هلال حامد الله على نعمه». في سنة 1955م نشر المستشرق د. س. رايس المصحف الوحيد الذي بقي من كتابته، مصحوباً بدراسة تحليلية مفصلة ومستندة على وثائق.
وخط شعر سلامة بن جندل، وتحتفظ خزانة «قصر بغداد» بمتحف سراي طوب قبو بالآستانة بنسخة منها، كما تحتفظ مكتبة «آيا صوفيا» بالآستانة بنسخة أخرى، ومن آثاره التي وصلتنا «دعاء روي عن زيد بن ثابت»، وديوان شعر الحادرة، وهو من مخطوطات دار الكتب المصرية، ورسالة أحمد بن الواثق إلى محمد بن يزيد التمالي النحوي يسأله عن أفضل البلاغتين.